# 卡爾瓦科查湖 (勞里科查省)
10°25′13.3″S 76°41′31.8″W / 10.420361°S 76.692167°W
卡爾瓦科查湖（Lake Carhuacocha），是秘魯的湖泊，位於該國中部瓦努科大區的勞里科查省，處於勞里科查湖以南、廷基科查湖以東的勞拉山脈地區。